# Guapi mao
 (décembre 2012).
Si vous disposez d'ouvrages ou d'articles de référence ou si vous connaissez des sites web de qualité traitant du thème abordé ici, merci de compléter l'article en donnant les références utiles à sa vérifiabilité et en les liant à la section « Notes et références ».

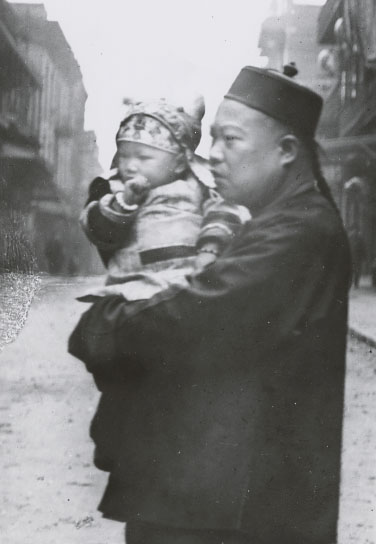

Le guapi mao (瓜皮帽, mongol : Тоорцог, littéralement "Chapeau en peau de melon") est une coiffe traditionnelle à côtes, que portaient les lettrés et les mandarins dans la Chine ancienne. Il s'agit du premier vêtement du costume mandchou et du costume mongol.

## Descrption
On dit[Qui ?] qu'il est né du chapeau hexagonal créé par l'empereur Ming Hongwu, qui signifie l'unité des six harmonies (le ciel, la terre et les quatre points cardinaux) et l'unité du monde. Il était très populaire sous la dynastie Qing. Il est divisé en six pétales et a une forme semi-circulaire comme la moitié d'une écorce de pastèque. Il n'a pas de bord, a un bord étroit ou est recouvert d'une étroite bordure décorative, et est le plus souvent fabriqué en soie noire, en tweed ou en fil. Le dessus peut être décoré de nœuds de différentes couleurs et matières, et le devant est constellé d'ornements pour le distinguer du dos.